# Adriano Passuello
Adriano Passuello (Longa di Schiavon, 3 novembre 1942) è un ex ciclista su strada italiano.
Fu professionista dal 1964 al 1977.

## Palmarès

Passuello nel 1967 con la Molteni

- 1963 (dilettanti)

Gran Premio Valle Cellio
- 1964 (Ignis, una vittoria)

Classifica generale Giro della Valle d'Aosta
- 1967 (Molteni, una vittoria)

Giro del Ticino

## Piazzamenti

### Grandi giri
- Giro d'Italia

1967: 33º
1968: 12º
1969: 11º
1970: 32º
1971: 45º
1972: 64º
1973: 76º
1974: 89º
- Tour de France

1968: 24º

### Competizioni mondiali
- Campionati del mondo

Lasarte-Oria 1965 - In linea: 34º